# Pedro Santana

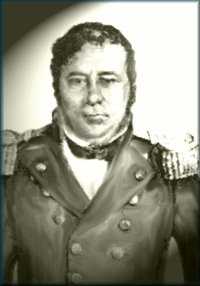
Pedro Santana

Pedro Santana, 1e markies van Las Carreras (Hinche, 29 juni 1801 - Santo Domingo, 14 juni 1864) was een rijke veehouder, soldaat, politicus en dictator van de Dominicaanse Republiek. Pedro Santana was de eerste door de bevolking gekozen president van de Dominicaanse Republiek, en de eerste Marques de las Carreras.

## Biografie

#### Achtergrond
Santana werd geboren in de gemeenschap van Hinche, die deel uitmaakte van de kolonie van Santo Domingo. Op dit moment is Hinche een grensstad in Haïti. Zijn ouders waren Pedro Santana en Petronila Familias, landeigenaren in het grensgebied van de Dominicaanse Republiek en Haïti. Rond 1805 verhuisde Santana met zijn familie naar El Cibao, en later naar El Seibo in het oostelijke deel van het land, waar hij uiteindelijk ook veehouder werd.

#### Militaire en politieke rol
Santana was president in de jaren 1844 tot 1848, 1853 tot 1856 en 1858 tot 1861, waarna Spanje het land annexeerde. Hierna werd Santana gouverneur, met de rang van kapitein-generaal van het grondgebied, en bleef in deze functie tot 1862.
Santana werd gekenmerkt door zijn grote militaire talenten, dictatoriale neigingen, annexionistische verlangens en zorgvuldigheid in publieke aangelegenheden. Politiek gezien zijn zijn daden bekritiseerd door veel historici, maar zonder twijfel was hij een groot soldaat, wat aangetoond wordt door zijn deelname aan talrijke gevechten, waaronder de Slag van 19 maart 1844 in Azua, en de Slag van Las Carreras. Hij vocht met onderscheid in de revolutie van 7 juli 1857, toen hij het revolutionaire leger van Cibao onder zijn bevel kreeg.
Santana ontving de Spaanse adellijke titel van Marques de las Carreras als een erkenning voor zijn overwinning in de Batalla de Las Carreras. In het Congres van de Dominicaanse Republiek kreeg hij op 18 juli 1849 de titel "Bevrijder van de Natie" voor zijn overwinning in die slag.
Op 28 maart 1862 werd hij door Koningin Isabel II van Spanje bekroond met de erfelijke titel van Marques de las Carreras.

#### Als dictator
Santana wordt beschouwd als een briljante militaire strateeg, en was een sleutelfiguur in de succesvolle scheiding van de Dominicaanse Republiek en Haïti. Maar veel historici denken dat sommige van zijn latere daden hem uitsloten als echte nationale held.
- Nadat Santana het Haïtiaanse leger had verdreven in de Dominicaanse Onafhankelijkheidsoorlog, elimineerde hij bijna onmiddellijk de Independentisten die naast hem vochten. Hij was van mening dat de nieuwe natie niet zou kunnen overleven zonder dat het verbonden was met Spanje, iets wat de Trinitaire Independentisten, Sánchez, Duarte en Mella niet accepteerden.

- Hij arresteerde of verbande meedogenloos de leden van La Trinitaria. De eerste persoon die gedwongen werd het land te verlaten, was Juan Pablo Duarte, een van de stichters van de nieuwe Dominicaanse Republiek.

- Santana viel María Trinidad Sánchez aan. Zij was de eerste heldin van de Republiek en de zus van Francisco del Rosario Sánchez een van de stichters van de natie. María Trinidad Sánchez en Concepción Bona maakte de eerste nationale vlag. Santana nam haar gevangen, martelde haar en veroordeelde haar tot de dood toen ze weigerde de namen van de "samenzweerders" in de nieuwe onafhankelijke republiek te noemen. Precies een jaar na de proclamatie van de onafhankelijkheid (27 februari 1845), werd María Trinidad Sánchez door een vuurpeloton geëxecuteerd. Dit maakte haar de eerste (maar niet laatste) vrouwelijke martelaar van de republiek.

- Na te zijn verslagen in de verkiezingen van 1848 overhandigde Santana met tegenzin het presidentschap aan Manuel Jimenes. Een jaar later wierp hij het bewind van Manuel Jimenes met geweld omver.

#### Laatste jaar
Santana had geweigerd de bevelen van generaal Carlos de Vargas, de Spaanse gouverneur, op te volgen en werd ontheven van het bevel. De opperbevelhebber De la Gándara beval hem naar Cuba te komen om door een militair tribunaal te worden berecht. Dit is niet gebeurd, omdat Santana op 14 juni 1864 plotseling overleed in zijn huis in Santo Domingo. Hij werd begraven in het fortaleza Ozama naast de Torre del Homenaje.
- Gemeinsame Normdatei: 128932414
- International Standard Name Identifier: 0000 0000 2427 0137
- Library of Congress Control Number: n81090448
- Nationale Bibliotheek van Israël: 987007278460405171
- Nederlandse Thesaurus van Auteursnamen: 07118533X
- Virtual International Authority File: 15835195
- WorldCat: E39PBJpjd3hgHh7ft8kBKFHKVC